# تینا پپلر
تینا پپلر (انگلیسی: Tina Pepler) نمایشنامه‌نویس، فیلم‌نامه‌نویس و نویسنده بریتانیایی است.
از فیلم‌ها یا مجموعه‌های تلویزیونی که وی در آن‌ها نقش داشته‌است، می‌توان به دانتون ابی و جولین فلوز بررسی می‌کند: مرموزترین قتل اشاره نمود.